# Jonah Lomu
Jonah Tali Lomu, född 12 maj 1975 i Pukekohe i regionen Auckland, död 18 november 2015 i Auckland, var en nyzeeländsk rugbyspelare. Han led av allvarliga njurproblem, upptäckta 1995, vilket fick honom att sluta 2007. Dessförinnan hann han spela 63 landslagsmatcher och otaliga ligamatcher. Hans karriär började 1994. Han var känd som en stor spelare och var 1,96 m lång och vägde under sin karriär ca 125 kg. Ursprungligen kommer hans familj från Tonga.

### Fotnoter
1. ↑  ”Rugbystjärnan Jonah Lomu död”. Sydsvenskan. 18 november 2015. Arkiverad från originalet den 30 november 2015. https://web.archive.org/web/20151130170007/http://www.sydsvenskan.se/sport/rugbystjarnan-jonah-lomu-dod/. Läst 18 november 2015.